# Liste der Einträge im National Register of Historic Places im Monroe County (Alabama)
Die Liste der Registered Historic Places im Monroe County führt alle Bauwerke und historischen Stätten im Monroe County in Alabama auf, die in das National Register of Historic Places aufgenommen wurden.

## Aktuelle Einträge
| Lfd. Nr. | Name                                   | Bild | Datum der Eintragung | Adresse/Lage                                                                                             | Ort         | ID-Nr.   | Beschreibung |
| -------- | -------------------------------------- | ---- | -------------------- | --- | ----------- | -------- | ------------ |
| 1        | Dellet Plantation                      |      | 2. Sep. 1994         | Along US 84 on W bank of Alabama R.                                                                      | Monroeville | 93001517 |              |
| 2        | Monroeville Downtown Historic District |      | 16. Sep. 2009        | Parts of N. and S. Alabama Aves., E. and W. Claiborne St., N. and S. Monut Pleasant Aves., Pineville Rd. | Monroeville | 09000606 |              |
| 3        | New Hope Baptist Church                |      | 7. Juli 2005         | About 4 mi. off Monroe Cty Rd. 50 near old Natchez                                                       | Beatrice    | 05000646 |              |
| 4        | Old Monroe County Courthouse           |      | 26. Apr. 1973        | Courthouse Sq.                                                                                           | Monroeville | 73000366 |              |
| 5        | Robbins Hotel                          |      | 26. Aug. 1987        | AL 265                                                                                                   | Beatrice    | 87000858 |              |